# Bořek Dočkal
Bořek Dočkal (n. 30 septembrie 1988, Městec Králové⁠(d), Republica Socialistă Cehă, Cehoslovacia) este un fotbalist ceh care joacă pe postul de mijlocaș pentru Sparta Praga. El a mai jucat pentru echipa turcă Konyaspor și cea norvegiană Rosenborg. Dočkal a jucat pentru Cehia la nivel de tineret și a fost căpitanul echipei de sub 21 de ani. Din 2012 joacă pentru naționala mare a Cehiei.

## Cariera pe echipe
Dočkal și-a început cariera de fotbalist în Poděbrady. Mijlocașul s-a mutat la Slavia Praga la vârsta de 10 ani. Dočkal a trecut prin toate echipele de tineret de la Slavia și a debutat în prima echipă împotriva lui SK Kladno. A marcat primul gol pentru Slavia în al treilea meci împotriva lui FK Teplice. Dočkal a fost trimis sub formă de împrumut la echipa Slovan Liberec din Prima Ligă a Cehiei în iarna anului 2008, fiind transferat permanent câteva luni mai târziu.
Dočkal a fost împrumutat timp de un an la echipa din  Konyaspor din Süper Lig în iulie 2010.
În august 2011, Dočkal a semnat un contract pe termen lung cu echipa norvegiană Rosenborg. El a contribuit cu o pasă de gol în primul meci jucat pentru Rosenborg, care a câștigatcu 3-1 în fața rivalilor de la Molde. În timpul UEFA Europa League 2012-2013, a marcat 7 goluri în 12 meciuri (6 goluri în 7 meciuri din calificări), inclusiv un gol extrem de important în ultimul minut împotriva clubului kazah FC Ordabasy din 26 iulie 2012 în urma căruia Rosenborg a câștigat dubla manșă cu scorul la general fiind 4-3. După doi ani cu Rosenborg, în care a marcat 14 goluri în 55 de partide, Dočkal s-a întors în Cehia în august 2013, semnând un contract pe trei ani cu Sparta Praga.

### Henan Jianye
În februarie 2017, Dočkal s-a transferat de la Sparta Praga la Henan Jianye din SuperLiga Chineză. Suma de transfer a fost de aproximativ 8,5 milioane de euro, Dočkal fiind unul din cei mai bine vânduți jucători din Prima Ligă a Cehiei. Dočkal a început 23 de meciuri ca titular și a marcat patru goluri în timpul sezonului 2017.

#### Împrumutul la Philadelphia Union
În februarie 2018, Dočkal a fost împrumutat la Philadelphia Union din Major League Soccer ca al treilea jucător desemnat al echipei. După câteva meciuri cu noua sa echipă, Dočkal a marcat primul său gol într-un meci câștigat de Union împotriva lui DC United. Dočkal a avut succes la Philadelphia, câștigând premiul pentru „cel mai valoros jucător al sezonului” și stabilind recordul pentru cele mai multe pase de gol într-un sezon, terminând sezonul de Major League Soccer 2018 ca cel mai bun pasator din campionat.

### Întoarcerea la Sparta
În februarie 2019, s-a întors înapoi la Sparta Praga.

## La națională
Dočkal a fost căpitanul și unul dintre jucătorii cheie din echipa U-21 a Cehiei. El a reprezentat echipa la Campionatul European de Fotbal sub 21 UEFA 2011. Dočkal este actualul căpitan al echipei naționale de fotbal a Cehiei.